# Чунъанъ ильбо
Чунъанъ ильбо (кор. 중앙일보) ― южнокорейская ежедневная газета, издаваемая в Сеуле. Это одна из трех крупнейших газет в Южной Корее. Газета также публикует английское издание «Ежедневная корейская газета им. Чунъянъ» (англ. Korea JoongAng Daily) в союзе с «Нью-Йорк Таймс». Является владельцем кабельного телеканала JTBC и сети кинотеатров Megabox.

## История
Газета была впервые опубликована 22 сентября 1965 года Ли Бён Чхолем, основателем Самсунга, владевшей телеканалом TBC (кор. 동양방송), который в 1980 слился с KBS. Издание является пионером в Южной Корее благодаря использованию кароссыги, тематических разделов и специализированных расследований с группами следственных репортажей. С 15 апреля 1995 года «Чунъанъ ильбо» была выложена в горизонтальной вёрстке и с тех пор также стала утренней газетой. В 1999 году «Чунъанъ Ильбо» была отделена от Самсунга. 18 марта 2007 года она выпустила воскресное издание под названием «Чунъанъ Воскресенье» (кор. 중앙선데이).

## Международное издание
«Ежедневный корейский чунъянъ» — англоязычная версия газеты, и одна из трех англоязычных ежедневных газет в Южной Корее, наряду с «Корея таймс» и «Корея геральд» (англ. The Korea Herald). Она выпускает в основном новости, репортажи корреспондентов, а также статьи, переводимые с корейского языка.
«Ежедневный корейский чунъянъ» также издается в США, а также имеет филиалы в Торонто и Буэнос-Айресе. Материнская компания Чунъанъ медиа нетворк (англ. Joongang Media Network) владеет правами на публикацию в Корее изданий «Ньюсвик» и «Форбс».

## Критика
Некоторыми критиками газета рассматривается как часть „Чочжундон“ (кор. 조중동). Термина, относящегося к трем широко распространенным газетам в Южной Корее, включая «Чунъанъ ильбо». Это слово является аббревиатурой газет «Чосон», «Чунъанъ» и «Чочун-дан». Либеральный политики критикуют издания, входящие в аббревиатуру в первую очередь из-за их консервативности.